# Ludwik Gutman
Ludwik (Lasar) Gutman (ur. 16 lipca 1874 w Krakowie, zm. 1942 w obozie zagłady w Bełżcu) – polski architekt żydowskiego pochodzenia, działający w Krakowie.

## Życiorys
Był synem Heinricha oraz Rosali Schernann. W 1894 ukończył Wydział Budowlany Szkoły Przemysłowej w Krakowie. W 1907 uzyskał licencję budowniczego. Prowadził działalność w ramach własnego przedsiębiorstwa. Był również rzeczoznawcą sądowym w sprawach budowlanych. Mieszkał w zaprojektowanym przez siebie domu przy ul. Jakuba 19. Na przełomie 1940 i 1941 przeprowadził się do Niepołomic. W 1942 wysiedlony został do getta w Wieliczce; w tymże roku zginął w bełżeckim obozie koncentracyjnym.

## Dzieła
- 1900: kamienica przy ul. św. Łazarza 3 w Krakowie[3]
- 1910: kamienica przy ulicy Kurkowej 1 w Krakowie
- 1910–1911: kamienica przy ulicy Brzozowej 20/22 w Krakowie
- 1910–1911: kamienica przy ulicy Meiselsa 2 w Krakowie
- 1911–1912: kamienica przy ulicy Barskiej 15 w Krakowie
- 1911–1912: kamienica przy ulicy Orzeszkowej 6 i 8 w Krakowie
- 1911–1912: kamienica przy ulicy Kremerowskiej 8 i 10 w Krakowie
- 1912–1913: kamienica przy ulicy Kołłątaja 3 w Krakowie
- 1922–1926: dom własny przy ulicy Jakuba 19 w Krakowie

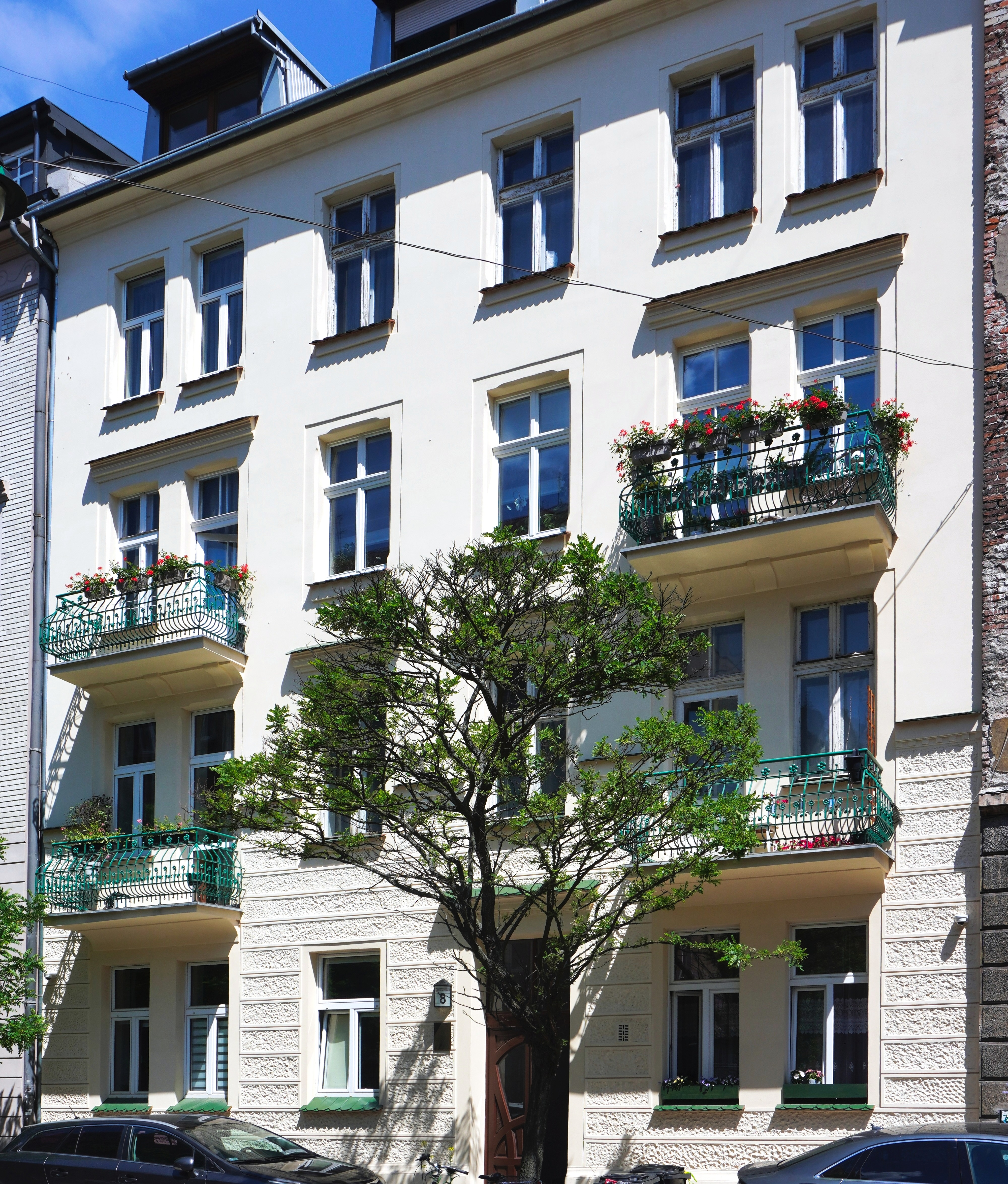
Kamienica (1911), Kraków, ul. Orzeszkowej 8